# Phare du Cap Blanc (El Jadida)
Pour les articles homonymes, voir Phare du Cap Blanc.
Le phare du Cap Blanc est un phare situé sur le cap blanc à El Jadida, dans la région de Casablanca-Settat, au Maroc. Il est géré par le ministère de l'Équipement, du transport, de la logistique de l'eau.

## Description
La première station date des années 1880. Le phare du Cap Blanc est une tour carrée , avec galerie et petite lanterne, de 16 m de haut, érigée sur un bâtiment technique d'un étage. Il émet, à une hauteur focale de 31 m, un éclat blanc et rouge, alternativement toutes les six secondes. Sa portée nominale n'est pas connue.
Identifiant : ARLHS : MOR020 - Amirauté : D2590 - NGA : 23160 .

## Feu maritime
Fréquence : 6 secondes (W & R en alternance)
- Lumière : 4.5 secondes
- Obscurité : 1.5 secondes